# The Tragedy of Macbeth (película de 2021)
The Tragedy of Macbeth (La tragedia de Macbeth en español) es una película de suspenso de 2021 escrita y dirigida por Joel Coen y basada en la obra Macbeth de William Shakespeare. Es la primera película dirigida por uno de los hermanos Coen sin la participación del otro. La película está protagonizada por Denzel Washington, Frances McDormand (quien también produjo la película), Bertie Carvel, Alex Hassell, Corey Hawkins, Harry Melling y Brendan Gleeson.
Tuvo su estreno mundial en el Festival de Cine de Nueva York de 2021 el 24 de septiembre de 2021. Tuvo un estreno en cines limitado el 25 de diciembre de 2021 por A24, antes de su estreno por streaming en Apple TV+ el 14 de enero de 2022. La película recibió elogios de la crítica por su dirección, cinematografía y las actuaciones de Washington, McDormand y Hunter. Por su actuación en el papel titular, Washington fue nominado al Premio Óscar, al Premio Globo de Oro, al Premio de la Crítica Cinematográfica y al Premio del Sindicato de Actores al Mejor Actor.

## Sinopsis
Después de ser convencido por tres brujas, un Lord escocés se propone convertirse en el Rey de Escocia y a engendrar una línea de reyes.

## Reparto
- Denzel Washington como Lord Macbeth
- Frances McDormand como Lady Macbeth
- Corey Hawkins como Lord Macduff
- Moisés Ingram como Lady Macduff
- Brendan Gleeson como Rey Duncan
- Harry Melling como Malcolm
- Ralph Ineson como El Capitán
- Brian Thompson como Asesino joven
- Sean Patrick Thomas como Monteith
- Lucas Barker como Fleance
- Kathryn Hunter como Las Brujas
- Alex Hassell como Ross
- Stephen Root

## Producción

### Desarrollo y casting
En marzo de 2019 se anunció que Joel Coen, en un raro esfuerzo en solitario, estaba listo para escribir y dirigir una nueva versión de la obra de William Shakespeare. Denzel Washington y Frances McDormand iban a protagonizar la película, Scott Rudin produciría y A24 distribuiría.
En noviembre, Brendan Gleeson y Corey Hawkins iniciaron negociaciones para unirse al elenco. Ambos fueron confirmados en enero de 2020, junto con la incorporación de Moses Ingram, Harry Melling y Ralph Ineson al elenco.

### Filmación
El rodaje comenzó en Los Ángeles el 7 de febrero de 2020. Para darle a la película un aspecto "desvinculado de la realidad", se rodó íntegramente en escenarios de sonido. En abril, Coen anunció que la película se titulará oficialmente The Tragedy of Macbeth.
Se anunció el 26 de marzo de 2020 que el rodaje se había detenido debido a la pandemia de COVID-19. La producción se reanudó el 23 de julio de 2020 y concluyó el 31 de julio de 2020. La película fue filmada en blanco y negro. En abril de 2021, Rudin dimitió como productor tras las acusaciones de abuso.

### Música
La banda sonora de la película está compuesta por Carter Burwell, colaborador de los hermanos Coen desde hace mucho tiempo. Con respecto a Joel dirigiendo solo sin Ethan, Burwell declaró; "Ethan ya no quería hacer películas. Parece estar contento con lo que acaba de hacer. Ambos tienen toneladas de guiones sin producir en los estantes, pero no sé qué hará Joel sin él".

## Estreno
La película fue estrenada en cines por A24, seguido de un estreno global en Apple TV+. Tuvo su estreno mundial en el Festival de Cine de Nueva York de 2021 el 24 de septiembre de 2021. Fue estrenada de forma limitada el 25 de diciembre de 2021, antes de su streaming en Apple TV+ el 14 de enero de 2022.

## Recepción
The Tragedy of Macbeth recibió reseñas generalmente positivas de parte de la crítica y de la audiencia. En el sitio web especializado Rotten Tomatoes, la película posee una aprobación de 92%, basada en 286 reseñas, con una calificación de 8.2/10 y con un consenso crítico que dice: "Liderada por un estelar Denzel Washington, The Tragedy of Macbeth reduce la historia clásica a sus elementos esenciales visuales y narrativos". De parte de la audiencia tiene una aprobación de 74%, basada en más de 1000 votos, con una calificación de 3.7/5.
El sitio web Metacritic le dio a la película una puntuación de 87 de 100, basada en 49 reseñas, indicando "aclamación universal". En el sitio IMDb los usuarios le asignaron una calificación de 7.1/10, sobre la base de más de 38 000 votos. En la página web FilmAffinity la cinta tiene una calificación de 6.5/10, basada en 3169 votos.

## Premios y nominaciones
| Premio                                                            | Fecha                   | Categoría                                                             | Nominado(s)                  | Resultado     | Ref.          |
| ----------------------------------------------------------------- | ----------------------- | --------------------------------------------------------------------- | ---------------------------- | ------------- | ------------- |
| Premios AACTA                                                     | 26 de enero de 2022     | Mejor actor                                                           | Denzel Washington            | Nominado      | [ 25 ] [ 26 ] |
| AARP Movies for Grownups Awards                                   | 18 de marzo de 2022     | Mejor actor                                                           | Denzel Washington            | Pendiente     | [ 27 ]        |
| AARP Movies for Grownups Awards                                   | 18 de marzo de 2022     | Mejor actriz                                                          | Frances McDormand            | Pendiente     | [ 27 ]        |
| AARP Movies for Grownups Awards                                   | 18 de marzo de 2022     | Mejor historia de amor para personas mayores                          | The Tragedy of Macbeth       | Pendiente     | [ 27 ]        |
| Premios Óscar                                                     | 27 de marzo de 2022     | Mejor actor                                                           | Denzel Washington            | Nominado      | [ 28 ]        |
| Premios Óscar                                                     | 27 de marzo de 2022     | Mejor diseño de producción                                            | Stefan Dechant, Nancy Haigh  | Nominado      | [ 28 ]        |
| Premios Óscar                                                     | 27 de marzo de 2022     | Mejor fotografía                                                      | Bruno Delbonnel              | Nominado      | [ 28 ]        |
| Asociación de Críticos de Cine Afroamericanos                     | 17 de enero de 2022     | Mejor película                                                        | The Tragedy of Macbeth       | Nominada      | [ 29 ] [ 30 ] |
| Asociación de Críticos de Cine Afroamericanos                     | 17 de enero de 2022     | Mejor actor de reparto                                                | Corey Hawkins                | Ganador       | [ 29 ] [ 30 ] |
| Premios de la Alianza de Mujeres Periodistas de Cine              | 25 de enero de 2022     | Mejor actor                                                           | Denzel Washington            | Nominado      | [ 31 ] [ 32 ] |
| Premios de la Alianza de Mujeres Periodistas de Cine              | 25 de enero de 2022     | Mejor fotografía                                                      | Bruno Delbonnel              | Nominada      | [ 31 ] [ 32 ] |
| American Film Institute Awards                                    | 11 de marzo de 2022     | Top 10 Películas                                                      | The Tragedy of Macbeth       | Ganadora      | [ 33 ]        |
| American Society of Cinematographers Awards                       | 20 de marzo de 2022     | Mejor fotografía                                                      | Bruno Delbonnel              | Pendiente     | [ 34 ]        |
| Art Directors Guild Awards                                        | 5 de marzo de 2022      | Mejor diseño de producción en una película de época                   | Stefan Dechant               | Nominada      | [ 35 ]        |
| Premios de la Asociación de Críticos de Cine de Austin            | 11 de enero de 2022     | Mejor actor                                                           | Denzel Washington            | Nominado      | [ 36 ] [ 37 ] |
| Premios de la Asociación de Críticos de Cine de Austin            | 11 de enero de 2022     | Mejor actor de reparto                                                | Kathryn Hunter               | Nominado      | [ 36 ] [ 37 ] |
| Premios de la Asociación de Críticos de Cine de Austin            | 11 de enero de 2022     | Mejor fotografía                                                      | Bruno Delbonnel              | Nominado      | [ 36 ] [ 37 ] |
| Premios Black Reel                                                | 28 de febrero de 2022   | Mejor película                                                        | The Tragedy of Macbeth       | Pendiente     | [ 38 ]        |
| Premios Black Reel                                                | 28 de febrero de 2022   | Mejor actor                                                           | Denzel Washington            | Pendiente     | [ 38 ]        |
| Premios Black Reel                                                | 28 de febrero de 2022   | Mejor fotografía                                                      | Bruno Delbonnel              | Pendiente     | [ 38 ]        |
| Premios Black Reel                                                | 28 de febrero de 2022   | Mejor diseño de vestuario                                             | Mary Zophres                 | Pendiente     | [ 38 ]        |
| Premios Black Reel                                                | 28 de febrero de 2022   | Mejor diseño de producción                                            | Stefan Dechant               | Pendiente     | [ 38 ]        |
| Premios BAFTA                                                     | 13 de marzo de 2022     | Mejor fotografía                                                      | Bruno Delbonnel              | Pendiente     | [ 39 ]        |
| Camerimage                                                        | 20 de noviembre de 2021 | Rana de Oro (Competencia principal)                                   | Bruno Delbonnel, Joel Coen   | Nominados     | [ 40 ] [ 41 ] |
| Camerimage                                                        | 20 de noviembre de 2021 | Rana de Plata (Competencia principal)                                 | Bruno Delbonnel, Joel Coen   | Ganadores     | [ 40 ] [ 41 ] |
| Premios de la Asociación de Críticos de Cine de Chicago           | 15 de diciembre de 2021 | Mejor fotografía                                                      | Bruno Delbonnel              | Nominado      | [ 42 ] [ 43 ] |
| Premios de la Crítica Cinematográfica                             | 13 de marzo de 2022     | Mejor actor                                                           | Denzel Washington            | Pendiente     | [ 44 ]        |
| Premios de la Crítica Cinematográfica                             | 13 de marzo de 2022     | Mejor fotografía                                                      | Bruno Delbonnel              | Pendiente     | [ 44 ]        |
| Premios de la Asociación de Críticos de Cine de Dallas-Fort Worth | 20 de diciembre de 2021 | Mejor actor                                                           | Denzel Washington            | Nominado      | [ 45 ]        |
| Dublin Film Critics' Circle Awards                                | 21 de diciembre de 2021 | Mejor actriz                                                          | Frances McDormand            | Ganadora      | [ 46 ]        |
| Georgia Film Critics Association Awards                           | 14 de enero de 2022     | Mejor actriz de reparto                                               | Kathryn Hunter               | Nominada      | [ 47 ] [ 48 ] |
| Georgia Film Critics Association Awards                           | 14 de enero de 2022     | Mejor fotografía                                                      | Bruno Delbonnel              | Nominado      | [ 47 ] [ 48 ] |
| Georgia Film Critics Association Awards                           | 14 de enero de 2022     | Mejor diseño de producción                                            | Stefan Dechant, Nancy Haigh  | Nominados     | [ 47 ] [ 48 ] |
| Premios Globo de Oro                                              | 9 de enero de 2022      | Mejor actor - Drama                                                   | Denzel Washington            | Nominado      | [ 49 ] [ 50 ] |
| Golden Reel Awards                                                | 13 de marzo de 2022     | Mejor edición de sonido - Diálogo y ADR en una película               | Skip Lievsay, Michael Feuser | Pendiente     | [ 51 ]        |
| Hollywood Music in Media Awards                                   | 17 de noviembre de 2021 | Mejor banda sonora en una película independiente                      | Carter Burwell               | Nominado      | [ 52 ] [ 53 ] |
| Houston Film Critics Society Awards                               | 19 de enero de 2022     | Mejor película                                                        | The Tragedy of Macbeth       | Nominada      | [ 54 ] [ 55 ] |
| Houston Film Critics Society Awards                               | 19 de enero de 2022     | Mejor actor                                                           | Denzel Washington            | Nominado      | [ 54 ] [ 55 ] |
| Houston Film Critics Society Awards                               | 19 de enero de 2022     | Mejor fotografía                                                      | Bruno Delbonnel              | Nominado      | [ 54 ] [ 55 ] |
| IndieWire Critics Poll                                            | 13 de diciembre de 2021 | Mejor fotografía                                                      | Bruno Delbonnel              | Sexto lugar   | [ 56 ]        |
| International Cinephile Society Awards                            | 6 de febrero de 2022    | Mejor fotografía                                                      | Bruno Delbonnel              | Nominado      | [ 57 ]        |
| Premios NAACP Image                                               | 26 de febrero de 2022   | Mejor actor en una película                                           | Denzel Washington            | Pendiente     | [ 58 ]        |
| National Board of Review                                          | 2 de diciembre de 2021  | Top 10 Películas                                                      | The Tragedy of Macbeth       | Ganadora      | [ 59 ]        |
| National Board of Review                                          | 2 de diciembre de 2021  | Mejor guion adaptado                                                  | Joel Coen                    | Ganador       | [ 59 ]        |
| National Board of Review                                          | 2 de diciembre de 2021  | Mejor fotografía                                                      | Bruno Delbonnel              | Ganador       | [ 59 ]        |
| Premios del Círculo de Críticos de Cine de Nueva York             | 3 de diciembre de 2021  | Mejor actriz de reparto                                               | Kathryn Hunter               | Ganadora      | [ 60 ]        |
| Sociedad de Críticos de Cine en Línea                             | 24 de enero de 2022     | Mejor fotografía                                                      | Bruno Delbonnel              | Nominado      | [ 61 ] [ 62 ] |
| San Diego Film Critics Society Awards                             | 10 de enero de 2022     | Mejor guion adaptado                                                  | Joel Coen                    | Nominado      | [ 63 ] [ 64 ] |
| San Diego Film Critics Society Awards                             | 10 de enero de 2022     | Mejor fotografía                                                      | Bruno Delbonnel              | Nominado      | [ 63 ] [ 64 ] |
| Círculo de Críticos de Cine del Área de la Bahía de San Francisco | 10 de enero de 2022     | Mejor actor                                                           | Denzel Washington            | Nominado      | [ 65 ] [ 66 ] |
| Círculo de Críticos de Cine del Área de la Bahía de San Francisco | 10 de enero de 2022     | Mejor fotografía                                                      | Bruno Delbonnel              | Ganador       | [ 65 ] [ 66 ] |
| Círculo de Críticos de Cine del Área de la Bahía de San Francisco | 10 de enero de 2022     | Mejor diseño de producción                                            | Stefan Dechant               | Nominado      | [ 65 ] [ 66 ] |
| Premios Satellite                                                 | 18 de marzo de 2022     | Mejor actor                                                           | Denzel Washington            | Pendiente     | [ 67 ]        |
| Premios Satellite                                                 | 18 de marzo de 2022     | Mejor guion adaptado                                                  | Joel Coen                    | Pendiente     | [ 67 ]        |
| Premios Satellite                                                 | 18 de marzo de 2022     | Mejor fotografía                                                      | Bruno Delbonnel              | Pendiente     | [ 67 ]        |
| Premios Satellite                                                 | 18 de marzo de 2022     | Mejor dirección de arte y diseño de producción                        | Stefan Dechant               | Pendiente     | [ 67 ]        |
| Premios del Sindicato de Actores                                  | 27 de febrero de 2022   | Mejor actor                                                           | Denzel Washington            | Pendiente     | [ 68 ]        |
| Seattle Film Critics Society Awards                               | 17 de enero de 2022     | Mejor fotografía                                                      | Bruno Delbonnel              | Nominado      | [ 69 ] [ 70 ] |
| Premios de la Sociedad de Decoradores de Estados Unidos           | 22 de febrero de 2022   | Mejor decoración/diseño en una película de ciencia ficción o fantasía | Stefan Dechant, Nancy Haigh  | Pendiente     | [ 71 ]        |
| Premios de la Asociación de Críticos de Cine de San Luis          | 19 de diciembre de 2021 | Mejor película                                                        | The Tragedy of Macbeth       | Nominada      | [ 72 ] [ 73 ] |
| Premios de la Asociación de Críticos de Cine de San Luis          | 19 de diciembre de 2021 | Mejor actor                                                           | Denzel Washington            | Nominado      | [ 72 ] [ 73 ] |
| Premios de la Asociación de Críticos de Cine de San Luis          | 19 de diciembre de 2021 | Mejor fotografía                                                      | Bruno Delbonnel              | Segundo lugar | [ 72 ] [ 73 ] |
| Premios de la Asociación de Críticos de Cine de San Luis          | 19 de diciembre de 2021 | Mejores efectos visuales                                              | The Tragedy of Macbeth       | Segundo lugar | [ 72 ] [ 73 ] |
| Premios de la Asociación de Críticos de Cine de San Luis          | 19 de diciembre de 2021 | Mejor banda sonora                                                    | Carter Burwell               | Nominado      | [ 72 ] [ 73 ] |
| Toronto Film Critics Association Awards                           | 16 de enero de 2022     | Mejor actor                                                           | Denzel Washington            | Ganador       | [ 74 ]        |
| USC Scripter Awards                                               | 26 de febrero de 2022   | Mejor guion                                                           | Joel Coen                    | Pendiente     | [ 75 ]        |
| Visual Effects Society Awards                                     | 8 de marzo de 2022      | Mejores efectos visuales de apoyo en una película                     | The Tragedy of Macbeth       | Pendiente     | [ 76 ]        |
| Washington D. C. Area Film Critics Association Awards             | 6 de diciembre de 2021  | Mejor actor                                                           | Denzel Washington            | Nominado      | [ 77 ] [ 78 ] |
| Washington D. C. Area Film Critics Association Awards             | 6 de diciembre de 2021  | Mejor fotografía                                                      | Bruno Delbonnel              | Nominado      | [ 77 ] [ 78 ] |
| Premios del Círculo Femenino de Críticos de Estados Unidos        | 14 de diciembre de 2021 | Mejor reparto de mujeres                                              | Kathryn Hunter               | Ganadora      | [ 79 ]        |